# Musgravia
Musgravia is een geslacht van rechtvleugeligen uit de familie Mogoplistidae. De wetenschappelijke naam van dit geslacht is voor het eerst geldig gepubliceerd in 1994 door Otte.

## Soorten
Het geslacht Musgravia omvat de volgende soorten:
- Musgravia cowandilla Otte & Alexander, 1983
- Musgravia hackeri Chopard, 1951
- Musgravia kalimna Otte & Alexander, 1983
- Musgravia munbilla Otte & Alexander, 1983
- Musgravia natarina Otte & Alexander, 1983
- Musgravia nimmitabel Otte & Alexander, 1983